# Kevin Kelley
Kevin Kelley (25. března 1943 – 6. dubna 2002) byl americký bubeník. V roce 1964, krátce po jejím vzniku, nahradil Kelley ve skupině Rising Sons jejího dosavadního bubeníka Eda Cassidyho. Následně se hudbě věnoval jen občasně a neměl žádnou stálou skupinu. Počátkem roku 1968 jej jeho bratranec Chris Hillman pozval do skupiny The Byrds, ze které však odešel ještě toho roku. Se skupinou nahrál album Sweetheart of the Rodeo. Po odchodu z kapely pracoval jako studiový hudebník a v roce 1973 se přestal věnovat hudbě. Zemřel z přirozených příčin ve svých devětapadesáti letech.